# Linia kolejowa Staropole – Kursko
Linia kolejowa 7008 Staropole – Kursko – wybudowana w 1936 i rozebrana przed 1980 rokiem normalnotorowa linia kolejowa towarowa, łącząca Staropole z Kurskiem z odgałęzieniem do Kęszycy.

## Historia
Na temat linii zachowało się bardzo mało informacji. Została otwarta w 1936 roku przez DRG. Na całej długości linia była jednotorowa, o rozstawie szyn wynoszącym 1435 mm. Miała charakter towarowy (wojskowy). Przed 1980 rokiem linia została fizycznie rozebrana.